# Jászjákóhalma
Jászjákóhalma község Jász-Nagykun-Szolnok vármegyében, a Jászberényi járásban.

## Fekvése
Jászjákóhalma Jász-Nagykun-Szolnok vármegye északnyugati részén, a Jászságban található, Budapesttől kb. 85, a legközelebbi várostól, Jászberénytől kb. 5, a megyeszékhelytől, Szolnoktól pedig kb. 45 kilométerre.

Jászjákóhalma Jászberény környékének térképén

A község a Tarna bal partján fekszik, ám a településtől néhány száz méterre folyik a Zagyva is, illetve a déli határszéle közelében található a két folyó összefolyása is. (Érdekesség, hogy bár a Tarna a nagyobb, az egyesült folyó a Zagyva nevet viseli tovább. Ennek oka, hogy a földmozgások következtében a Tarna medre úgy módosult, hogy keresztezte a  Zagyva folyását.)
Területén belülre esik (mérések szerint) a Jászság közepe. A községet a legtipikusabb jász településként tartják számon halmazos, kertes jellege miatt.
A szomszédos települések: észak felől Jászdózsa (7 kilométerre), kelet felől Jászapáti (kb. 10 kilométerre), dél felől Jásztelek (kb. 5 kilométerre), nyugat felől pedig Jászberény (kb. 6 kilométerre).

### Megközelítése
Legfontosabb közúti megközelítési útvonala a 31-es főút, mely áthalad a központján, ezen érhető el Budapest-Jászberény, illetve Füzesabony-Heves felől is. A 32-es főút jászteleki szakasza felől a 3232-es úton közelíthető meg, Jászdózsával pedig a 32 134-es számú mellékút köti össze.
A közúti tömegközlekedés szolgáltatója a Volánbusz; vasútvonal nem érinti a települést, a két legközelebbi vasúti csatlakozási lehetőséget így a Hatvan–Újszász-vasútvonal Jászberény vasútállomása és a Vámosgyörk–Újszász-vasútvonal Jászdózsa megállóhelye kínálja.

## Története[3][4]
Jászjákóhalma határát már 10-13 ezer évvel ezelőtt járta a mezolit kori ősember, mint ezt a Jászberény határán lezajlott ásatás leletei bizonyítják. A településtől északra halad el a szarmaták által 324 és 337 között épített, a Dunát a Tiszával összekötő Csörsz árka nyomvonala.
A mai községet is valószínűleg magyarok lakták eredetileg, majd a tatárjárás után jászok telepedtek ide. 1357-ben már egy határperben említik Berénnyel, mely szerint Csupor Domonkos már régóta birtokolta a falut. Később több birtokosról van említés, 1550 körül a török összeírása szerint kb. 100 fő lakta.
A templom legrégebbi - gótikus - része a hagyomány szerint Zsigmond király idejében épült az 1400-as évek első felében. 1701-ben bővítették barokk stílusban a régi templomot, miután egy erős földrengés ledöntötte az eredeti tornyot. Az új toronyra a pénzt a jákóhalmiak gyűjtötték össze. A török időkben Mehmed Mahmud, a berényi palánkvár parancsnoka birtokolta a falut, amely ebben az időben sem néptelenedett el teljesen. A török időket nehezen, de átvészelte, nem úgy mint több környékbéli település. (például Borsóhalma, vagy Négyszállás)
Miután I. Lipót eladta a Jászságot, a jákóhalmiak is csatlakoztak Rákóczi szabadságharcához , tőle várván a felszabadítást, ez azonban csak saját erejükből történhetett meg, a Redemptió során, amikor is a jászok visszavásárolták magukat a Német Lovagrendtől. Jákóhalmán 129 redemptus volt. A település határán állt egy kétszáz év körüli kőhíd , amelyet sajnos több mint 20 éve elbontottak.
1854-ben a községben, már több mint 2400-an laktak. 1928 előtt a község neve: Jákóhalma volt. Iparos településként tartották számon. A településre 1928-ban vezették be az áramot, s 1963-ban csinálták meg a Főutca kivilágítását.
Jászjákóhalmának is megvan a második világháborús története. Sok jákóhalmi harcolt a frontokon, emlékmű is őrzi a hősiességüket. A háború vége felé volt olyan nap, amikor 50 ezer német katona vonult át a településen. Ekkor zajlott le a jákóhalmi légi csata. Kb. 12 szovjet gép kezdte el bombázni a német katonákat. Azok légvédelmi ütegekkel és kézifegyverekkel viszonozták a tüzet. A postánál pedig a vadászgépek a várakozó tömeg közé lőttek. 1944-ben megérkeztek a szovjet alakulatok a Jászságba. Jászjákóhalmát hét német katona védte. A szovjetek Jásztelek felől akartak támadni, mert nem voltak tisztában az útviszonyokkal. A T-34-esek elakadtak a sárban, így kitűnő célpontot nyújtva a németeknek. Több mint egy hétig képesek voltak tartani a falut. Végül visszavonultak Berénybe, s felrobbantották a Tarna-hidat. Ezután bevonultak a szovjet csapatok Jákóhalmára.
A település 1956-ból is kivette a részét. A forradalom idején ledöntötték a jákóhalmi szovjet emlékművet, majd több jákóhalmi is csatlakozott a felkelőkhöz.
A település védőszentje Szent Jakab.

## Külterülete
Jászjákóhalma határa kb. 45 km² Ezen a nagyjából sík terület. Azonban jellemzőek itt is az egész Jászságban fellelhető halmok. (A halom a sík környezetétől jól elkülöníthető tájképi elem, amit a történelem során valamilyen névvel illettek. Halmok csak az alföldi, sík területeken találhatók.) Vannak természetes és mesterséges eredetű halmok. A természetesek alapanyaga a pleisztocén végi és a holocén eleji folyóvíz (esetünkben a Tarna) szállította homok, mely anyag vagy hamar kötötté vált, vagy a szél átrendezte, s a széliránynak megfelelő dűnesorokat hozott létre. Ilyen dűne az alapja a település névadójának a Jákó halomnak, amelyet később mesterségesen megmagasítottak, s temetkezésre használtak. Így az már kunhalomnak tekinthető, azon belül is kurgánnak (sírdomb).
Jászjákóhalma területén 15 halom található. Ebből 11 természetes, és 4 db mesterséges kunhalom.
| név               | y koordináta | x koordináta | Település     | relatív magasság (m) | alak           | állapot    | felszíni objektumok | növényzet, gazdálkodástipus                            | van út rajta | természetes v mesterséges | típus       | geodéziai pont | szántó |
| ----------------- | ------------ | ------------ | ------------- | -------------------- | -------------- | ---------- | ------------------- | ------------------------------------------------------ | ------------ | ------------------------- | ----------- | -------------- | ------ |
| Egyeshatár halom  | 727805       | 238726       | Jászjákóhalma | 2                    | kör            | roncsolt   |                     | erdő                                                   | HAMIS        | mesterséges               | határhalom  | HAMIS          | HAMIS  |
| Ereszkedő Part    | 725252       | 241312       | Jászjákóhalma | 2                    | elnyúlt ÉNY-DK | megbontott |                     | szántó                                                 | IGAZ         | természetes               | dűne        | HAMIS          | IGAZ   |
| Félegyháza Part   | 723161       | 243283       | Jászjákóhalma | 6                    | elnyúlt        | roncsolt   |                     | vegyes fás cserjés növényzet                           | IGAZ         | mesterséges               | tell        | HAMIS          | HAMIS  |
| Guta halom        | 721551       | 241061       | Jászjákóhalma | 3                    | elnyúlt ÉNY-DK | ép         | magassági pont      | szántó                                                 | HAMIS        | természetes               | dűne        | IGAZ           | IGAZ   |
| Hármashatár halom | 729325       | 237200       | Jászjákóhalma | 2                    | kör            | ép         | határkő             | vegyes fás cserjés növényzet                           | HAMIS        | mesterséges               | határhalom  | HAMIS          | HAMIS  |
| Hegyes halom      | 724133       | 240898       | Jászjákóhalma | 4                    | elnyúlt ÉNY-DK | ép         | háromszögelési pont | szántó                                                 | HAMIS        | természetes               | dűne        | IGAZ           | IGAZ   |
| Jákó halma        | 720883       | 242473       | Jászjákóhalma | 9                    | kör            | ráhordott  | templom             | gyeppel borított, vegyes fás cserjés növényzet         | IGAZ         | mesterséges               | kurgán      | HAMIS          | HAMIS  |
| Koldus halom      | 727363       | 237344       | Jászjákóhalma | 2                    | elnyúlt ÉNY-DK | roncsolt   |                     | vegyes fás cserjés növényzet                           | IGAZ         | természetes               | dűne        | HAMIS          | HAMIS  |
| Magos határ       | 724756       | 242774       | Jászjákóhalma | 2                    | elnyúlt ÉNY-DK | elhordott  |                     | vegyes fás gyepes növényzet                            | IGAZ         | természetes               | dűne        | HAMIS          | HAMIS  |
| Retek halom       | 727612       | 238400       | Jászjákóhalma | 3                    | elnyúlt ÉK-DNY | megbontott |                     | szántó                                                 | IGAZ         | természetes               | homokzátony | HAMIS          | IGAZ   |
| Sigi halma        | 726510       | 240062       | Jászjákóhalma | 5                    | elnyúlt ÉNY-DK | ép         |                     | szántó                                                 | HAMIS        | természetes               |             | HAMIS          | IGAZ   |
| Sóskás Part       | 721727       | 242953       | Jászjákóhalma | 4                    | elnyúlt ÉNY-DK | ép         | kereszt             | szántó                                                 | IGAZ         | természetes               | dűne        | HAMIS          | IGAZ   |
| Szemölt halom     | 724042       | 239108       | Jászjákóhalma | 6                    | elnyúlt ÉK-DNY | megbontott | magassági pont      | gyeppel borított, szántó, vegyes fás cserjés növényzet | IGAZ         | természetes               | homokzátony | IGAZ           | IGAZ   |
| Szőke halom       | 722198       | 242212       | Jászjákóhalma | 5                    | elnyúlt ÉNY-DK | roncsolt   | temető              | vegyes fás cserjés növényzet                           | IGAZ         | természetes               | dűne        | HAMIS          | HAMIS  |
| Tolvajos halom    | 725261       | 239276       | Jászjákóhalma | 4                    | elnyúlt ÉNY-DK | megbontott |                     | szántó                                                 | IGAZ         | természetes               | dűne        | HAMIS          | IGAZ   |

A falu határában sok volt és néhány ma is létező tanya található, s néhány egykori TSZ. épület. Két erdő fekszik ezen a területen: Kapitányréti erdő, Makkos erdő.

## Közélete

### Polgármesterei
- 1990–1994: Fodor István (független)[7]
- 1994–1998: Fodor István Ferenc (független)[8]
- 1998–2002: Fodor István Ferenc (független)[9]
- 2002–2006: ifj. Lukácsi Pál (független)[10]
- 2006–2010: ifj. Lukácsi Pál (független)[11]
- 2010–2014: ifj. Lukácsi Pál (független)[12]
- 2014–2019: Terjéki Tünde (független)[13]
- 2019–2024: Terjéki Tünde (Fidesz-KDNP)[14]
- 2024– : Terjéki Tünde (független)[1]

A településen az 1994. december 11-én megtartott polgármester-választáson közel rekordszámú, nem kevesebb, mint 9 jelölt indult a faluvezetői posztért, holtversenyben a Békés megyei Múcsonnyal, a Fejér megyei Nadappal, a Nógrád megyei Pásztóval, a Szabolcs-Szatmár-Bereg megyei Nyírtass-sal és Tunyogmatolccsal, illetve a Tolna megyei Nagyszokollyal). Ennél is több, 11 polgármesterjelölt abban az évben csak a szintén szabolcsi Pátroha községben indult.
Az önkormányzat címe: 5121, Jászjákóhalma, Fő út 27., telefonszáma (06-57) 538-200, e-mail címe: polgarmesterihivatal@jaszjakohalma.hu, honlapja http://www.jaszjakohalma.hu.

## Népesség
A település népességének változása:
| Lakosok száma | 2984 | 2974 | 2799 | 2773 | 2855 | 2802 | 2786 |
|               | 2013 | 2014 | 2018 | 2021 | 2022 | 2023 | 2024 |

2001-ben a település lakosságának 98%-a magyar, 2%-a cigány nemzetiségűnek vallotta magát.
A 2011-es népszámlálás során a lakosok 86,7%-a magyarnak, 6,1% cigánynak, 0,4% románnak, 0,2% ukránnak mondta magát (13,3% nem nyilatkozott; a kettős identitások miatt a végösszeg nagyobb lehet 100%-nál). A vallási megoszlás a következő volt: római katolikus 55,7%, református 3,2%, görögkatolikus 0,7%, felekezeten kívüli 14,1% (25,2% nem nyilatkozott).
2022-ben a lakosság 91,5%-a vallotta magát magyarnak, 3,7% cigánynak, 0,6% ukránnak, 0,4% románnak, 0,3% németnek, 0,1-0,1% horvátnak és szerbnek, 1,5% egyéb, nem hazai nemzetiségűnek (8,3% nem nyilatkozott; a kettős identitások miatt a végösszeg nagyobb lehet 100%-nál). Vallásuk szerint 38,4% volt római katolikus, 3,5% református, 1,1% görög katolikus, 0,2% evangélikus, 2,6% egyéb keresztény, 1,1% egyéb katolikus, 13,2% felekezeten kívüli (39,4% nem válaszolt).

## Nevezetességei[18]
- Római katolikus (Szent Jakab-) templom: Eredetileg a 15. században épült, gótikus stílusban. 1778-ban barokk stílusban átalakították, és az eredeti, gótikus templom az új épület oldalkápolnája lett.
- Római katolikus plébánia: 1904-ben épült.
- Nepomuki Szent János szobra: 1902-ben állították.
- Szent Kereszt-kápolna és Kálvária: 1884-ben épült.
- Szűz Mária-szobor: 1761-ben készült, rokokó stílusban.
- Bánkódó Krisztus szobra: A 18. században készült.
- Szent Vendel szobra: A jellegzetesen jászsági szobor 1902-ben készült.
- 1848-as emlékoszlop: 1989-ben készült.
- Tóth Imre András emlékműve: 1991-ben készült.
- Széchenyi-emlékoszlop: 1991-ben készült.
- Horváth Péter Helytörténeti Gyűjtemény: 1998-ban nyílt meg.
- Első világháborús emlékmű: 1923-ban készült.
- Második világháborús emlékmű: 1990-ben készült.
- Kőkereszt: 1827-ben készült.
- "Kakasos" Jézus-szobor: A 19. században készült.
- Tarna-híd (kanyarhíd)
- Laki Ida Képtár[19]
- 18. századi istálló

## Helyi média
- Jákóhalmi Polgár[forrás?]

### Rádióállomások
Jászjákóhalmán fogható FM rádiók:
- Mária Rádió - FM 88,3 MHz
- Music FM - FM 89,5 MHz
- Bartók Rádió - FM 90,7 MHz
- Szent István Rádió -  FM 91,8 MHz
- Kossuth Rádió - FM 95,5 MHz
- Sláger FM - FM 95,8 MHz
- Trió FM - FM 97,7 MHz
- Pátria Rádió - FM 98,3 MHz
- Manna FM - 98,6 MHz
- Dankó Rádió -  FM 99,8 MHz
- Rádió 1 - FM 101,7 MHz
- Petőfi Rádió - FM 102,7 MHz
- Retro Rádió - FM 104,7 MHz

## Híres szülöttek
- Kőhalmi Horváth Péter, a jászok és a Jászság első történetírója
- Laki Ida (1921-2015) festőművész, a település díszpolgára
- Dr. László István Péter: Aranytollas író, a település díszpolgára
- Szabó Szabolcs: A Vizipók-Csodapók c. rajzfilmsorozat rendezője
- Rostás Sándor (1962–2019) labdarúgó
- Szabó József (1938–2023) matematikus, egyetemi tanár

## Külső hivatkozások
- Jászjákóhalma honlapja
- Jászjákóhalma térképe Archiválva 2016. március 5-i dátummal a Wayback Machine-ben
- Jászjákóhalma képeslapokon